# Amal Bedjaoui
Amal Bedjaoui (Argel, 27 de julio de 1963) es una realizadora, guionista, documentalista y productora argelina de cine.

## Biografía
Amal hizo su formación cinematográfica en la Universidad de Nueva York y obtuvo un diploma en 1985 del IDHEC y un DEA de cine en la Universidad de París I en 1987.
Fue aprendiz y asistente realizadora sobre varios largometrajes cinematográficos con Alain Resnais, Ben Lewin, Gérard Oury, Nadine Trintignant y Ariel Zeitoun, así como hizo investigaciones sobre la realización y preparación de la película Van Gogh para Maurice Pialat en 1991.
Fue asistente en la puesta en escena de teatro cerca de Béatrice Houplain.
Fue directora de producción sobre varios cortometrajes y largometrajes "What I Have Written" del realizador y documentalista australiano John Hughes (película presentada en competición al Festival de Berlín, 1996).
En 1995, su película, Shoot me Angel obtiene el Premio Panorama al Festival internacional de la película de Berlín en 1996.
Realizó Unos hilos, su premier mediometraje salido en 2004.
Es la hija del político del Estado argelino Mohammed Bedjaoui.

## Filmografía
- 1993 : Une vue imprenable, cortometraje, con Anne Álvaro y Laura Morante
- 1995 : Shoot me Angel, cortometraje, con Isabelle Pichaud, Peggy Ngo Yanga
- 1999 : Suite saturnienne, cortometraje documental en torno al pintor Claire Pichaud y de su exposición al Museo de Bellas artes de Caen
- 2003 : Unos hilos, mediometraje (58 min) con Mohamed Hicham, Hammou Graïa, Isabelle Pichaud, Aurélien Recoing y Olivier Rabourdin
- 2012 : El Accidente, documental
- 2012 : Si nada no mueve, largometraje, con Gérard Depardieu y Stanislas Merhar (en proyecto)
- 2012 : El Daño de mar, largometraje según la novela de la escritora Marie Darrieussecq (en proyecto).